# 1999 у хокеї з шайбою
Нижче наведені хокейні події 1999 року у всьому світі.

## Головні події
На чемпіонаті світу в Норвегії золоті нагороди здобула збірна Чехії.
У фіналі кубка Стенлі «Даллас Старс» переміг «Баффало Сейбрс».

## Чемпіони
- Альпенліга: «Фельдкірх» (Австрія)
- СЄХЛ: «Сокіл» (Київ)

- Австрія: «Філлах»
- Білорусь: «Німан» (Гродно)
- Болгарія: «Левскі» (Софія)

- Велика Британія: «Манчестер Сторм»
- Данія: «Редовре»
- Італія: «Мерано»
- Нідерланди: «Неймеген Тайгерс»
- Німеччина: «Адлер Мангейм»
- Норвегія: «Волеренга» (Осло)
- Польща: «Унія» (Освенцим)
- Росія: «Металург» (Магнітогорськ)
- Румунія: «Стяуа» (Бухарест)
- Сербія: «Войводина» (Новий Сад)
- Словаччина: «Кошиці»
- Словенія: «Олімпія» (Любляна)
- Угорщина: «Альба Волан» (Секешфегервар)
- Україна: «Сокіл» (Київ)
- Фінляндія: ТПС (Турку)
- Франція: «Ам'єн»
- Хорватія: «Медвешчак» (Загреб)
- Чехія: «Словнафт» (Всетін)
- Швейцарія: «Лугано»
- Швеція: «Брюнес» (Євле)

## Переможці міжнародних турнірів
- Євроліга: «Металург» (Магнітогорськ, Росія)
- Континентальний кубок: «Амбрі-Піотта» (Італія)
- Єврохокейтур: збірна Швеції
- Кубок Шпенглера: «Кельнер Гайє» (Німеччина)
- Кубок Татр: олімпійська збірна Словаччини
- Кубок Тампере: «Таппара» (Тампере, Фінляндія)